# Збоншинек
Збоншинек (пол. Zbąszynek, нім. Neu Bentschen) — місто в західній Польщі.
Належить до Сьвебодзінського повіту Любуського воєводства.

## Демографія
Демографічна структура станом на 31 березня 2011 року:
|          | Загалом | Допрацездатний вік | Працездатний вік | Постпрацездатний вік |
| -------- | ------- | ------------------ | ---------------- | -------------------- |
| Чоловіки | 2435    | 475                | 1758             | 202                  |
| Жінки    | 2616    | 490                | 1545             | 581                  |
| Разом    | 5051    | 965                | 3303             | 783                  |